# المنظمة الدولية للأرصاد الجوية
المنظمة الدولية للأرصاد الجوية (1873–1953) كانت أول منظمة يتم إنشاؤها بغرض تبادل معلومات الطقس بين دول العالم. وقد نشأت نتيجة وجود إدراك بأن أنظمة الطقس تنتقل عبر حدود الدول ومعرفة الضغط ودرجة الحرارة وسقوط الأمطار وما إلى ذلك، وحاجة التنبؤ بالطقس إلى معرفة منبع الأحوال الجوية ومصبها.

## معلومات تاريخية
على الرغم من أنه كانت هناك تطورات كبيرة في مجال الأرصاد الجوية في القرن الثامن عشر، أثار ماثيو فونتين موري، الذي كان يعمل في البحرية الأمريكية، فكرة عقد أول مؤتمر دولي حقيقي للأرصاد الجوية خلال الفترة من أواخر أغسطس وحتى أوائل سبتمبر عام 1853. وبدأت فعاليات المؤتمر في بروكسل، بلجيكا في 23 أغسطس 1853 في مقر إقامة إم بيركوت، وزير الداخلية. وكانت الحكومات الممثلة في المؤتمر الدولي الأول وأسماء المسؤولين الذين حضروا على النحو التالي:
- أدولف كويتيليت، مدير المرصد الملكي في بلجيكا والأمين العام لـ الأكاديمية الملكية للعلوم والآداب والفنون الجميلة مع فيكتور لاهور، نقيب بحرية والمدير العام للبحرية، وقد مثلا بلجيكا.
- آر روث، نقيب بحرية ومدير مركز الخرائط البحرية وقد مثَّل الدنمارك.
- إيه دي لامارش، مهندس مسطحات مائية في البحرية الإمبراطورية مثَّل فرنسا.
- فريدريك ويليام بيتشي، النقيب في البحرية الملكية وعضو إدارة البحرية أو مجلس التجارة مع هنري جيمس، النقيب في سلاح المهندسين الملكي وقد مثَّلا المملكة المتحدة.
- مارتن إتش جانسن، ملازم أول في البحرية الملكية مثَّل هولندا.
- نيلز إهلن، ملازم أول في البحرية الملكية مثَّل النرويج.
- جيه دي ماتوس كورويا، ملازم أول في البحرية الملكية مثَّل البرتغال.
- ألكسيس جوركوفينكو، ملازم أول في البحرية الإمبراطورية مثَّل روسيا؛
- كارل أنتون بيترسون، ملازم أول في البحرية الملكية مثَّل السويد.
- ماثيو فونتين ماوري، ملازم أول في البحرية مثَّل الولايات المتحدة.

وتبع مبادرة ماوري مؤتمر دولي عن الأرصاد الجوية في فيينا، النمسا، في سبتمبر 1873 والذي وافق على التحضير للمنظمة الدولية للأرصاد الجوية (IMO). وكان من المقرر أن يكون أعضاء المنظمة هم مديري إدارات الأرصاد الجوية الوطنية. وأنشئت لجنة دائمة للأرصاد الجوية ترأسها بايز بالوت، مدير إدارة الأرصاد الجوية الهولندية.
وكان هناك مؤتمر ثانٍ في روما عام 1879 اتخذ قرارات بشأن إنشاء المنظمة الدولية للأرصاد الجوية، واختار اللجنة الدولية للأرصاد الدولية للتحضير لمؤتمر المديرين التالي. ومع ذلك، لم يكن هناك تمويل منفصل. كذلك اتفق المديرون بشأن التعاون في الأبحاث فيما يتعلق بـ السنة القطبية الدولية 1882-1883. وتم نشر الجداول الأولى للأرصاد الجوية الدولية في عام 1889.
وتم عقد مؤتمر مديري إدارات الأرصاد الجوية عام 1891 في ميونيخ. وجرى إجراء مزيد من التطوير على المنظمة من خلال انتخاب المجلس التنفيذي واتخاذ قرار بشأن أول لجنة دائمة ألا وهي لجنة المغناطيسية الأرضية.
وأنشأ مؤتمر المديرين عام 1896، الذي عُقد في باريس، مزيدًا من اللجان: اللجنة المعنية بالإشعاع والتشميس واللجنة المعنية بشؤون الملاحة الجوية. وفي نفس العام، نشرت المنظمة الدولية للأرصاد الجوية أول أطلس دولي للسحب.
وفي عام 1905، انعقد مؤتمر المديرين في إنسبروك. واقترح ليون تيسيرينك دي بورت شبكة محطات طقس تغطي جميع أنحاء العالم تقوم على التلغراف، Réseau Mondial. وتبسيطًا لرؤية تيسيرينك دي بورت، قررت المنظمة الدولية للأرصاد الجوية أن الشبكة يجب أن تقوم بجمع المعدلات المتوسطة الشهرية والسنوية الخاصة بالضغط ودرجة الحرارة وسقوط الأمطار وحسابها وتوزيعها من عينة أراضي موزعة بشكل جيد استنادًا إلى محطات الأرصاد الجوية في قاعدة بيانات مناخية عالمية. ومعيار
التوزيع كان محطتين داخل كل عشر درجات من خط العرض / خط الطول. وفي نهاية المطاف، ضمت الشبكة حوالي 500 محطة أرضية بين 80 درجة شمالاً و61 جنوبًا. وظهرت أول مجموعة بيانات سنوية في عام 1917.
وبين الحربين العالميتين، كانت هناك أربعة مؤتمرات أخرى للمديرين، عام 1919 في باريس و1923 في أوترخت و1929 في كوبنهاغن و1935 في وارسو. ولم تحظ المنظمة الدولية للأرصاد الجوية بأمانة عامة إلا في عام 1926، ولم تتجاوز الميزانية السنوية لهذه الأمانة 20000 دولار أمريكي
وأقر مؤتمر المديرين لعام1946 بالحاجة إلى منظمة مدعومة من قِبل الحكومات. واستمرت التحضيرات مع المؤتمرات في عام 1947 في واشنطن العاصمة وعام 1961 في باريس. في عام 1953، أنشأت الأمم المتحدة المنظمة العالمية للأرصاد الجوية لتكون خليفة المنظمة الدولية للأرصاد الجوية. وأعضاء المنظمة العالمية للأرصاد الجوية ممثلين لبلدانهم وليس لإدارات الطقس التي يتبعونها.

## الرؤساء
- كريستوفروس هنريكوس ديديركوس بايز بالوت (هولندا)، 1873 - 1879
- هاينريش فون فيلد (روسيا)، 1879 - 1896
- إليوثريه ماسكارت (فرنسا)، 1896 - 1907
- ويليام نابير شو (المملكة المتحدة)، 1907 - 1923
- إيود فان إيفردينجين (هولندا)، 1923 - 1935
- تيودور هيسيلبيرغ (النرويج)، 1935 - 1946
- سير نيلسون كينج جونسون (المملكة المتحدة)، 1946 - 1951

## المصدر
1. ↑  "The Postal History of ICAO". اطلع عليه بتاريخ 2021-01-25.
2. ↑  Memories of the Bureau Of Meteorology Chapter 2: International Meteorology نسخة محفوظة 03 أكتوبر 2016 على موقع واي باك مشين.
3. ↑  E. I. Sarukhanian and J.M. Walker. [<a href="ftp://www.wmo.ch/Documents/PublicWeb/amp/mmop/documents/JCOMM-TR/J-TR-27-BRU150-Proceedings/DOCUMENTS_JCOMM_27/Session_2/2_2_Sarukhanian.pdf "The International Meteorological Organization (IMO) 1879-1950"] (PDF). المنظمة العالمية للأرصاد الجوية. اطلع عليه بتاريخ 2011-06-04. {{استشهاد ويب}}: تحقق من قيمة |مسار= (مساعدة)[وصلة مكسورة]
4. ↑  Paul N. Edwards. "Meteorology as Infrastructural Globalism" (PDF). مؤرشف من الأصل (PDF) في 2017-08-09. اطلع عليه بتاريخ 2011-06-01.

- WikiSource Link: s:First International Maritime Conference Held for Devising an Uniform System of Meteorological Observations at Sea First International Maritime Conference Held for Devising an Uniform System of Meteorological Observations at Sea. (1853)